# Entity Framework
O ADO.NET Entity Framework é uma das principais ferramentas de persistência presentes na plataforma .NET, sendo parte integrante do pacote de tecnologias ADO.NET.

## Introdução
Proporciona soluções para minimizar o problema de impedância, abstraindo do desenvolvedor vários detalhes dos bancos de dados relacionais. Além disso, fornece uma série de recursos que aumentam muito a produtividade no desenvolvimento de aplicações persistentes.
O Entity Framework permite que seja feito o mapeamento dos elementos de nossa base de dados para os elementos de nossa aplicação orienta a objetos, possuindo três linhas principais de utilização: Database First, Model First e Code First.

## Principais Conceitos do EF
- O uso de ORMs (Object-Relational Mappers) Auxilia na produtividade é o Entity Framework é um dos melhores nesse requisito.